# Alexis Crystal
Alexis Crystal (* 1. ledna 1993 Praha) je česká pornoherečka. V pornoprůmyslu účinkuje od svých 18 let, tedy od roku 2011. Hrála ve více než 1200 filmech.
Objevila se v cameo rolích ve filmech Prvok, Šampón, Tečka a Karel a Její tělo a v seriálu Kameňák.